# Zilog Z80

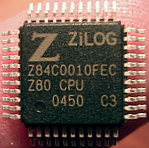
En Z80 i CMOS, kapslad i det numera vanliga QFP eller LQFP-formatet.

Signaler och matning på de 40 benen på en DIL-kapslad Z80.

Zilog Z80 är en CPU från Zilog. Processorn kom till efter att framförallt Federico Faggin och Masatoshi Shima 1974 sagt upp sig från Intel och grundat Zilog. Processorn lanserades i juli 1976 och var då binärkompatibel med Intels 8080, men hade även en del utökade instruktioner och andra förbättringar.
Z80 såldes redan från starten till ett för tiden lågt pris och var enkel att konstruera hårdvara kring. Den blev därför snabbt populär och grunden i många datorer, spelautomater och tv-spel, bland andra CP/M-system, ZX80, ZX81, ZX Spectrum, Sega Master System och Nintendo Game Boy. Z80 och dess efterföljare används idag, precis som många andra 8/16-bitars processorer, för medelkomplexa inbyggda system, en marknad som fortfarande växer snabbt. Det rör sig då om strömsnåla CMOS-versioner (den ursprungliga kretsen var konstruerad i NMOS).
I Sverige importerades processorn till en början av Scandia Metric, vars största kund var Dataindustrier AB, som använde denna i det industriella styrsystemet DataBoard 4680. Dataindustrier och Scandia Metric ingick avtal med Luxor AB att utveckla persondatorn ABC 80 med Z80 som CPU, och den användes även i efterföljaren ABC 800 och ABC 800-produkten Facit DTC.
Z80 har använts i allt från kopiatorer över industrirobotar till analoga och digitala synthesizer. Z80 används även som hjälpprocessor på till exempel Adaptecs SCSI-kort, och i Texas Instruments grafiska räknare.
Den ursprungliga versionen av Z80 klarade 2,5 MHz vilket ganska snart ökades till 4 MHz. Sedan 1990-talet finns Z80 specificerad för hastigheter upp till 20 MHz. De nyare varianterna Z180 och eZ80 klarar upp till 33 respektive 50 MHz och dessutom vid lägre matningsspänning.